# Lyelliana phaeochlora
Lyelliana phaeochlora là một loài bướm đêm trong họ Geometridae.